# Isoetes ovata
Isoetes ovata là một loài dương xỉ trong họ Isoetaceae. Loài này được N. Pfeiff. mô tả khoa học đầu tiên năm 1922.